# Cannonball Adderley

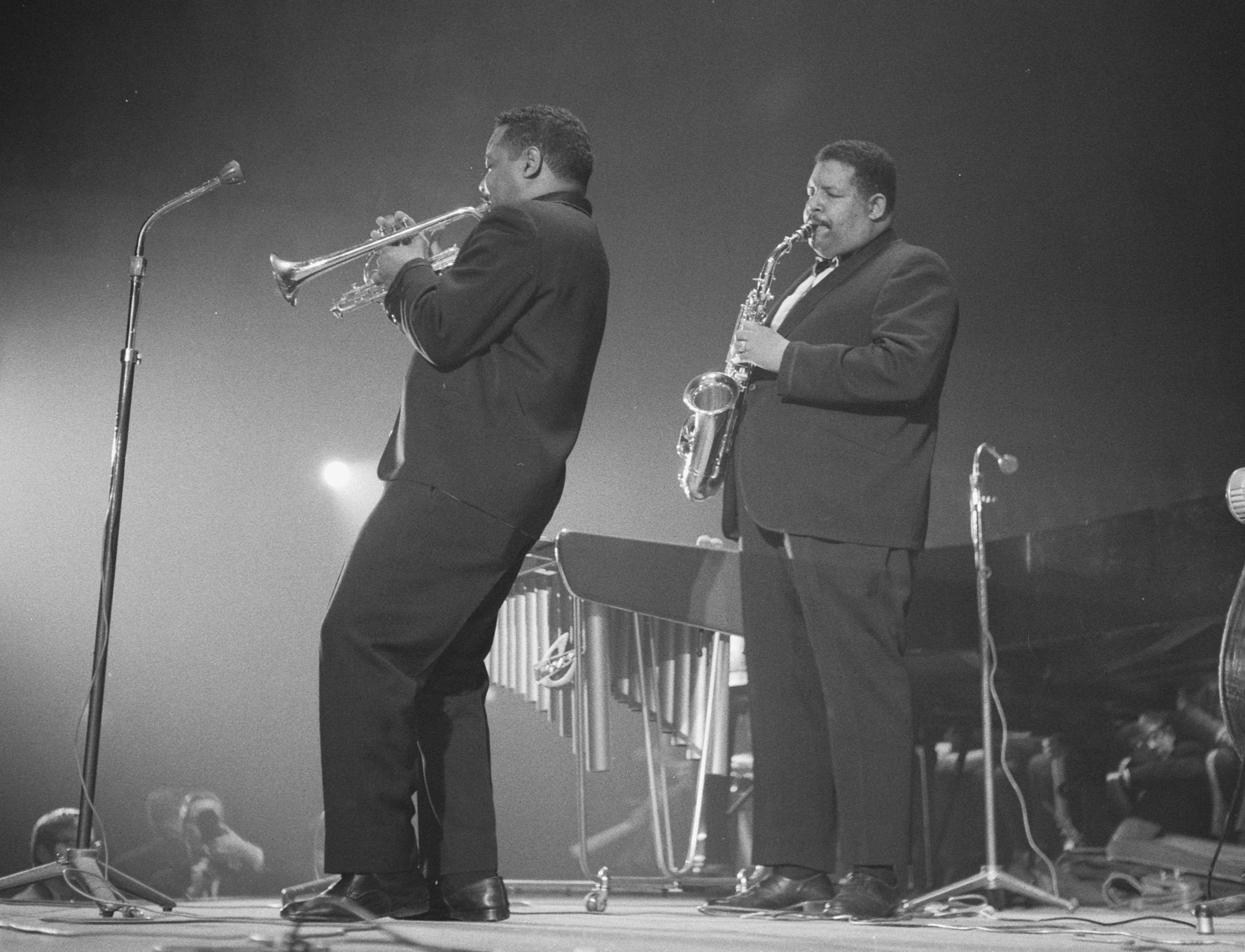
Nat och Cannonball Adderley i Amsterdam, 1961

Julian Cannonball Adderley, född 15 september 1928 i Tampa, Florida, död 8 augusti 1975 i Gary, Indiana, var en amerikansk altsaxofonist. Han arbetade ursprungligen som musiklärare, men blev tidigt jazzmusiker inom den variant av jazzen som kan kallas småbandsjazz, och som var vanlig under 1950- och 60-talen.
Han blev uppmärksammad över hela USA när han spelade i Miles Davis sextett tillsammans med Davis (trumpet), John Coltrane (tenorsax), Paul Chambers (bas), Jimmy Cobb (trummor) och vanligtvis Bill Evans (piano).
Han startade senare en egen kvintett, Cannonball Adderley Quintet, tillsammans med bl.a. sin bror Nat Adderley (kornett), Joe Zawinul (piano) och Art Blakey (trummor).
Han fick smeknamnet Cannonball på grund av sin imponerande kroppshydda. Han hade utan tvekan talets gåva och vid sina konserter underhöll han publiken med information och undervisning om jazzens egenskaper på ett lättillgängligt sätt – en följd av hans tidigare verksamhet som musiklärare.

## Diskografi i urval
- 1958 – Somethin' Else (med Miles Davis, Hank Jones, Sam Jones och Art Blakey)